# Carlo Giuseppe Bronzetti
Carlo Giuseppe Bronzetti (Roveré della Luna, 27 giugno 1788 – Landau in der Pfalz, 13 maggio 1854) è stato un militare italiano, al servizio prima dell'Impero austriaco e poi del Regno di Baviera.

## Origini e gioventù
Carlo Giuseppe Bronzetti, nono di dieci figli, nacque il 27 giugno 1788 a Roveré della Luna in Trentino.
Già a 13 anni rimase orfano di ambedue i genitori. I suoi genitori, Andrea Bronzetti (*Giovo, 17 dicembre 1744, †Roveré, 12 gennaio 1801) e Teresa Pellegrini (*Giovo 1748, †Roveré 6 agosto 1801) morirono di malaria. Il padre, benestante commerciante di legnami, aveva acquistato un bell’immobile a Roveré, dove nacquero i suoi tre figli più giovani, conosciuto oggi come «Casa Bronzetti».
Dopo la morte dei genitori il fratello Giovanni (*Giovo, 6 febbraio 1777) assunse la tutela di Carlo Giuseppe. Questo, assieme al fratello Domenico, frequentò molte scuole e tra di esse l’internato di Polling (nei pressi di Weilheim, nella Baviera superiore) dove in seguito alla secolarizzazione del convento non poté restare. Concluse i suoi studi a Bressanone.
Due figli del fratello Domenico Bronzetti caddero combattendo con Garibaldi nella seconda guerra d´Indipendenza: Narciso Bronzetti (*Cavalese, 15 giugno 1821, †Brescia 17 giugno 1859, a causa delle ferite riportate nella battaglia di Treponti) e Pilade Bronzetti (*Mantova, 23 novembre 1832, †Castel Morrone, 1 ottobre 1860).
In Italia numerose strade, piazze e scuole sono intitolate ai «Fratelli Bronzetti». Anche una strada a Quezon City, anticamente capitale delle Filippine, porta il nome Bronzetti Street.

## Soldato e scrittore

### Servizio militare austriaco contro Napoleone
Carlo Giuseppe Bronzetti a 17 anni entrò come volontario nell’esercito austriaco nel 9º Reggimento di Fanteria Neugebaur.
Nel suo primo impiego in guerra contro i Francesi il 20 ottobre 1805 fu ferito nella battaglia di Verona e dopo un soggiorno in un lazzaretto poté tornare nel suo paese natale. Durante la sua convalescenza il 2 dicembre 1805 Napoleone sconfisse gli Austriaci a Austerlitz e con la pace di Presburgo del 26 dicembre 1805 li costrinse a cedere alla Baviera i territori fino al lago di Garda.
In seguito Bronzetti fece domanda di congedo dal servizio militare austriaco, che gli venne concesso solo nel novembre del 1806.

### Servizio militare bavarese
Il 1º aprile 1807 il desiderio di Carlo Giuseppe Bronzetti fu esaudito. Venne accolto nel servizio bavarese e l’arruolamento avvenne a Innsbruck come sergente nel 9º Reggimento di Fanteria Reale Ysenburg.
Il reggimento era di stanza a Bamberga, dove giunse alla fine di aprile del 1807 e nel 1830 Bronzetti fu trasferito a Landau. I documenti attestanti le sue promozioni di questo periodo (sottotenente il 17 luglio 1807, tenente il 30 maggio 1811, capitano di seconda classe il 10 agosto 1813, capitano di prima classe il 9 ottobre 1825) portano la firma di re Massimiliano I Giuseppe.

### Come soldato bavarese a fianco di Napoleone
Già nel luglio 1807 il reggimento fu trasferito a nord, per combattere gli Svedesi. Dopo l’assedio e la consegna di Greifswald e Stralsund l’8 settembre 1807 il reggimento giunse all’isola di Rügen.
Il 27 luglio 1809 Bronzetti prese parte agli scontri contro gli insorti al ponte di Halbstundenbrücke nei pressi di Tatzenbach.
Il 3 marzo 1812 Bronzetti, con l’esercito bavarese, marciò contro la Prussia e prese parte alla campagna di Russia di Napoleone.
Il 18 agosto 1812 nella battaglia di Polozk fu ferito ad una gamba e dopo un soggiorno in un lazzaretto fu costretto a tornare in patria attraverso Darkehmen, Angerburg, Rastenburg, Sensburg, Plock, Posen, Glogau, Hoyerswerda, Meissen, Hof e Bayreuth. Giunse a Bamberga solo il 13 gennaio 1813.
Questa ferita probabilmente gli salvò la vita. Come noto, dei 30.000 soldati bavaresi che presero parte alla campagna di Russia solo 3.000 circa riuscirono a sopravvivere

### Come soldato bavarese contro Napoleone
In seguito al cambio di alleanze della Baviera avvenuto con l’accordo di Ried, Bronzetti combatté contro i Francesi nella battaglia di Hanau.
Quando alla fine di marzo del 1814 le truppe alleate entrarono a Parigi, tra di esse vi era anche Bronzetti.
Dopo i «100 giorni» e la sconfitta di Napoleone a Waterloo per la seconda volta Bronzetti entrò a Parigi con i vincitori. Rimase nel dipartimento di Yonne fino all’ottobre 1816. Nel 22 di dicembre 1816 tornò a Bamberga.

### Come soldato bavarese al seguito di re Ottone in Grecia
Nel novembre del 1832 Bronzetti partecipò alla spedizione in Grecia nelle file dell’esercito bavarese con re Ottone.

### Il ritorno in Baviera
Dopo il ritorno dalla Grecia nel maggio del 1835 Bronzetti stazionò a Landau nel Palatinato dove, per una mancata promozione, chiese il pensionamento anticipato, che gli venne concesso il 28 settembre 1840, con il grado di maggiore.
Dopo il suo pensionamento scrisse un libro di ricordi sul tempo passato in Grecia, dal titolo Ricordi dalla Grecia negli anni 1832 - 1835.

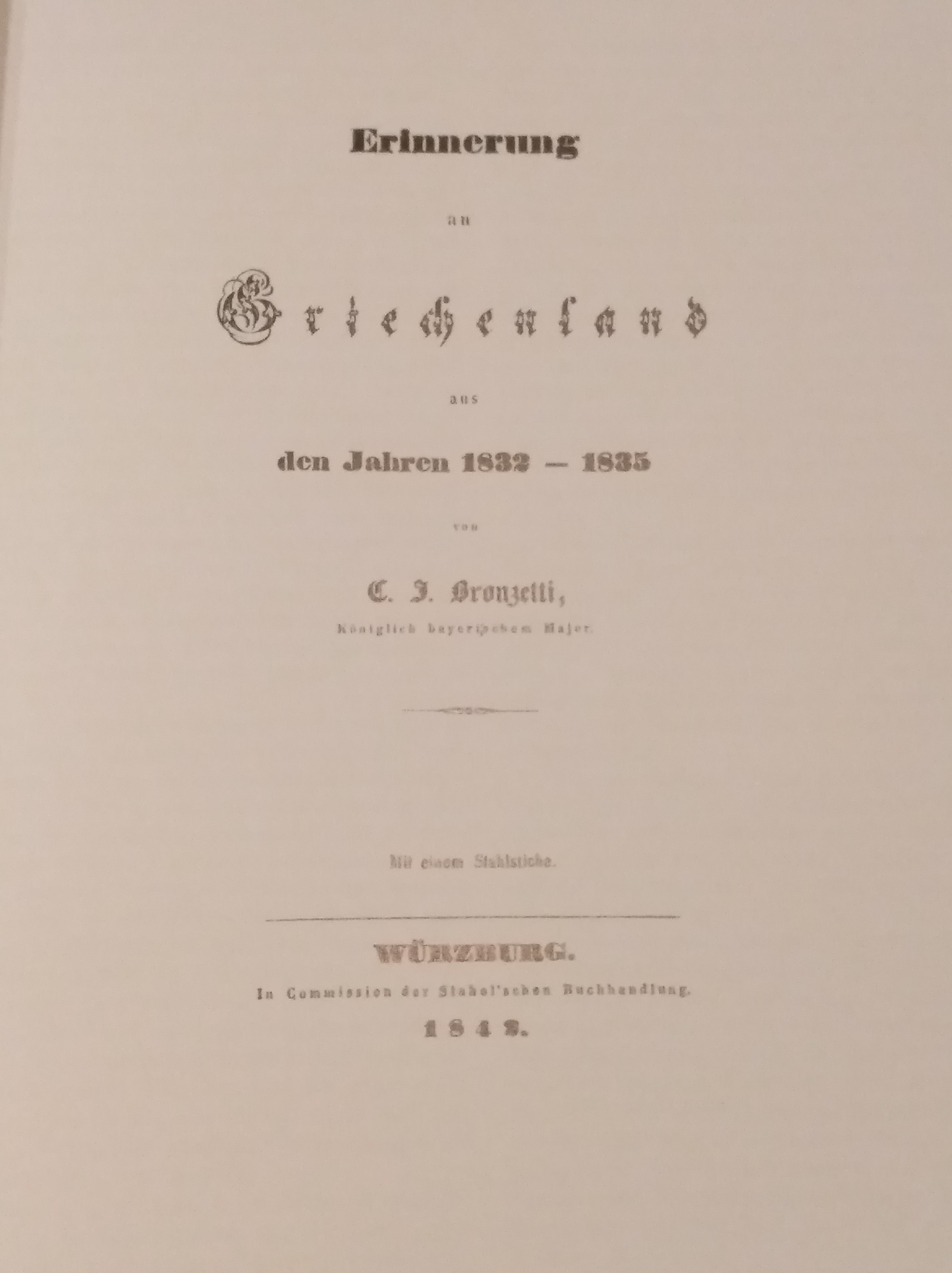
Erinnerung an Griechenland aus den Jahren 1832-1835 von Carl Joseph Bronzetti

Nel 1843 Bronzetti chiese la reintegrazione nel servizio attivo, che gli venne concessa il 18 ottobre 1844. A Landau assunse il grado di maggiore di piazzaforte. Sia il suo pensionamento, sia il suo reintegro portano la firma di re Ludwig I. Ripetute richieste di Bronzetti di essere trasferito in un reggimento di linea furono respinte.
La sua promozione a maggiore colonnello (Oberstlieutenant) avvenne il 31 marzo 1848 e il 30 giugno 1851 divenne colonnello (Oberst). I due decreti portano la firma di re Massiminiano II.
Ancora nel servizio attivo, il 13 maggio 1854, a Landau nel Palatinato Bronzetti morì a causa di un infarto.

## Bronzetti come artista
Bronzetti è conosciuto anche come pittore. Nel 1816 iniziò a disegnare e già l’anno seguente stampò alcune litografie.
Il bibliotecario Heinrich Joachim Jaeck cita sei opere di Bronzetti.

## Decorazioni e onorificenze
Re Ottone di Grecia decorò Bronzetti con la Croce d’Argento di Cavaliere dell’Ordine Reale del Salvatore. Il documento originale in greco porta la data 10/22 giugno 1836.
Il 12 agosto 1849 Re Massimiliano II concesse a Bronzetti la Croce di Commendatore del Reale Ordine di Merito di San Michele e il 30 aprile 1852 Bronzetti fu insignito della Croce al Merito dell’Ordine Reale Bavarese di Ludovico.
Il 17 luglio 1852 Ludovico II, Granduca in Assia e sul Reno, decorò Bronzetti con la Croce di Commendatore di Seconda Classe e il 27 settembre 1852 Federico, Principe e Reggente di Baden, Duca di Zähringen, gli conferì la Croce di Cavaliere del Leone di Zähringen.
In una lettera di accompagnamento il principe Federico espresse il suo ringraziamento per il Diario sul destino della fortezza di Landau, dell’anno 1849. Questo diario fu pubblicato solo nel 1905, in dieci numeri della «Gazzetta di Landau». A causa della trasmissione del diario al principe Federico di Baden Bronzetti ha ricevuto un ammonimento.

## Vita e discendenti di Carlo Giuseppe Bronzetti
Il 26 maggio 1813 Bronzetti sposò Hélène Ott (*Bamberga, 19 dicembre 1790, †Würzburg, 31 gennaio 1855), figlia del reggente d’ospedale Adam Ignaz Georg Ott (*Bamberga, 11 marzo 1754,  †Bamberga, 30 gennaio 1824) e di Anna Barbara Ott (*Bamberga, 1 ottobre 1769, †Bamberga 16 aprile 1828), nata Frey, figlia del farmacista di corte Gottfried Frey (*Bamberga, 10 novembre 1729, †Bamberga 25 aprile 1787) e di Juliana Frey (*Bamberga, 1743, †Bamberga 31 ottobre 1775), nata Straub.

### La figlia Babett
Il 17 settembre 1812 a Bamberga nacque la figlia Maria Barbara, detta Babett (†Monaco, 3 marzo 1899) quando Carlo Giuseppe Bronzetti, dopo essere stato ferito, era in attesa di ritornare in patria. Il 28 dicembre 1841, a Monaco, Babette sposò Ernst von Lerchenfeld (*Lutzburg 15 giugno 1816, †Bayreuth, 28 agosto 1873).
Babett è sepolta nella tomba di famiglia dei von Lerchenfeld nel vecchio cimitero meridionale di Monaco. Babett ebbe sei figlie e tre figli.
La figlia di Babett, Hélène (*Ansbach 24 settembre 1842, †Monaco, 5 gennaio 1920) sposò il consigliere ministeriale barone Maximilian von Castell (*Bedernau, 22 aprile 1830, †Monaco, 22 aprile 1877). Uno dei suoi pronipoti, Ernst von Castell (*Pfaffenhofen, 29 giugno 1957) è magistrato di diritto ecclesiale a Augsburg. Suo fratello Franz von Castell (*Sonthofen 26 maggio 1953) è stato Giudice di pace fino al 2016.

### Il figlio Heinrich

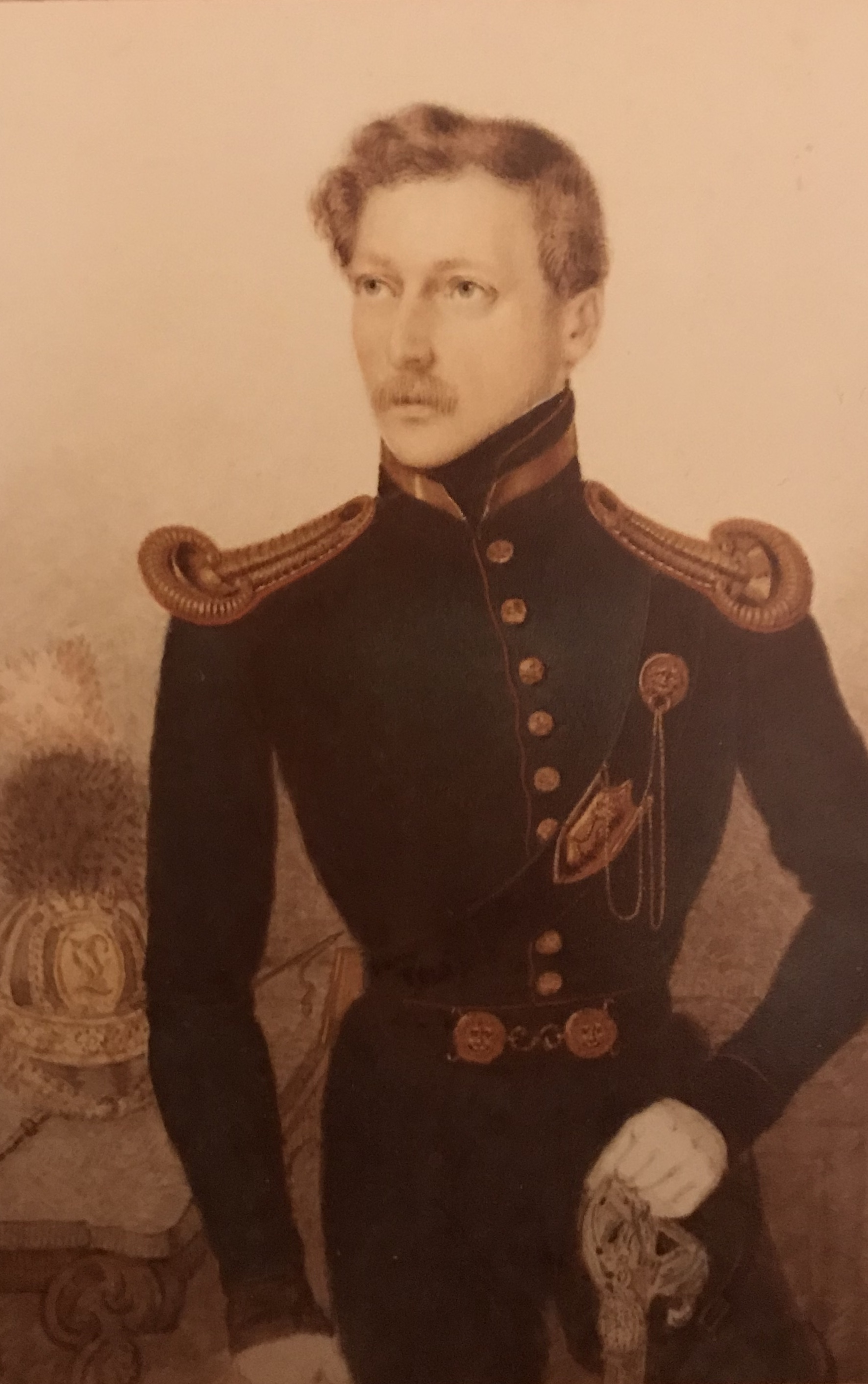
Leutnant Heinrich Bronzetti

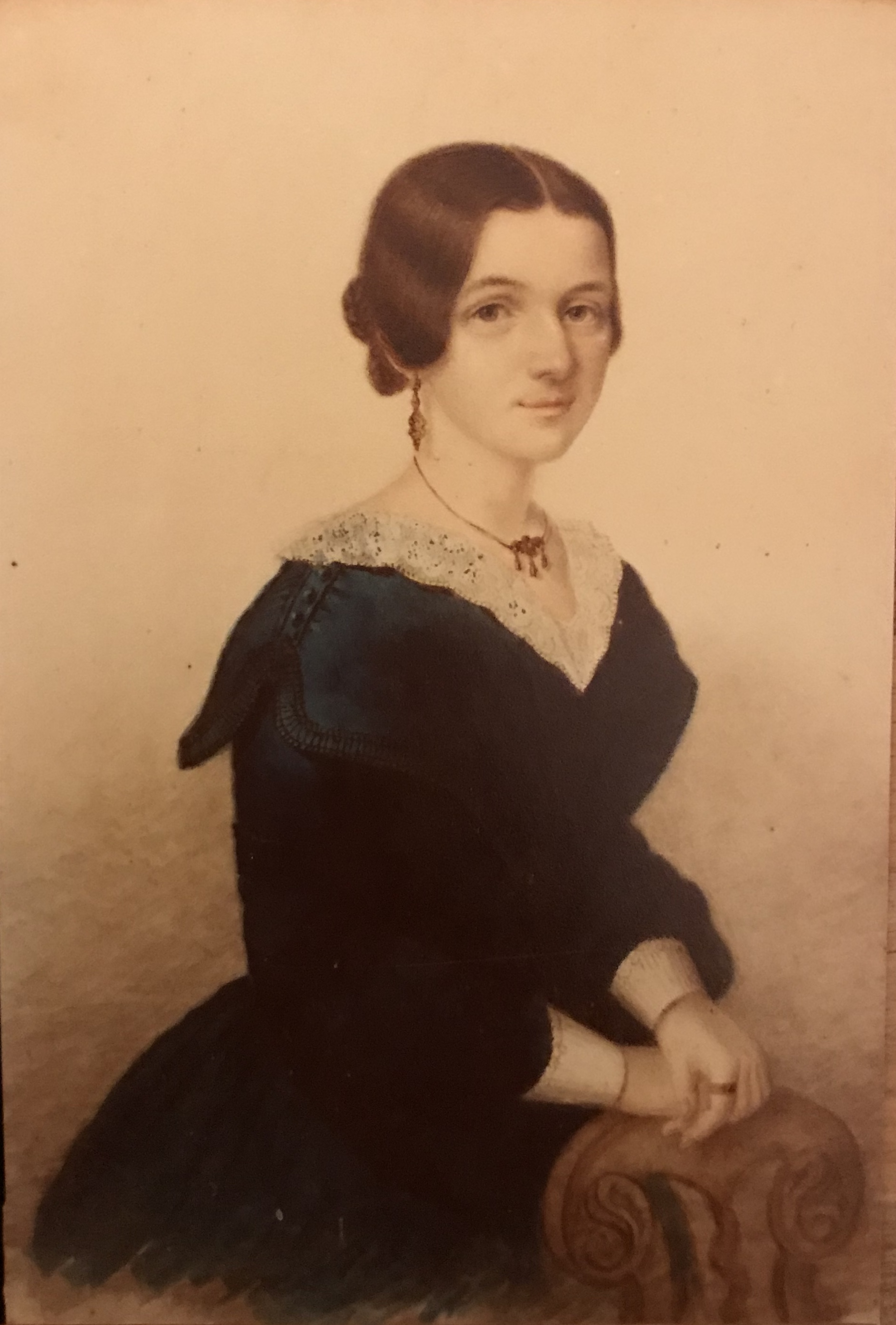
Amalie Bronzetti, geb. Sauer

Il 10 luglio 1815 a Bamberga nacque il figlio Heinrich (†Monaco, 20 gennaio 1882). A Würzburg il 12 maggio 1846 Heinrich Bronzetti sposò Franziska Amalia Sauer (*Würzburg, 11 febbraio 1821, †Monaco, 17 marzo 1900).
Durante la guerra tra Germania e Francia degli anni 1870-71 Heinrich Bronzetti fu promosso a colonnello e dal 1 febbraio all'11 aprile 1874 fu comandante del 3º Reggimento Bavarese di Artiglieria da Campagna.
Prese parte a molti combattimenti e partecipò dal 22 settembre al 5 ottobre 1870 all´assedio di Parigi.
Concluse il suo servizio nel 1874. Nel 1875 fu promosso al grado di maggiore generale. Ottenne numerosi riconoscimenti militari.
La figlia di Heinrich, Dora Bronzetti, (*Landau, 5 maggio 1850, †Monaco, 3 marzo 1934) l’8 febbraio 1875 sposò a Monaco il futuro colonnello tenente Richard Jaeger (*Annweiler, 5 febbraio 1845, †Monaco, 11 agosto 1899), figlio di Johann Lukas Jäger e fratello di Eugen Jaeger. Con il grado di sottotenente del 3º Reggimento di Artiglieria Bavarese Regina Madre, Richard Jaeger, assieme al suo futuro suocero, prese parte alla guerra tra Germania e Francia del 1870-71.
Dora Bronzetti e Richard Jaeger ebbero due figli:
Franz Jaeger (*Monaco, 11 settembre 1884, †Monaco, 9 novembre 1976) fu un noto ginecologo e per molti anni diresse la clinica ostetrica Mutterheim nella Taxisstraße di Monaco.
Heinz Jaeger (*Monaco, 19 agosto 1882, †München, 26 marzo 1946) fu direttore dell’Ufficio di Assicurazione Municipale della città di Monaco e autore di numerosi testi specialistici su tema dell’assicurazione sociale. La collana da lui curata, «Angestelltenversicherungsgesetz», esce tuttora sotto il suo nome del suo successore nell’Aichberger
Heinz Jaeger sposò il 1 maggio 1912 a Düsseldorf Elisabeth Dormann (*Düsseldorf, 10 ottobre 1882, †Monaco, 18 giugno 1964). Ebbero due figli:
Richard Jaeger, (*Berlin-Schöneberg, 16 febbraio 1913, †Bonn, 15 maggio 1998) fu un uomo politico e autore di numerosi scritti.
Harald Jaeger (*Monaco, 7 giugno 1916, †Monaco, 16 marzo 1976) fu direttore dell’archivio di Stato bavarese.
Più di 60 sono i discendenti oggi viventi (2018) di Carlo Giuseppe Bronzetti.

## Riconoscimento della vita di Carlo Giuseppe Bronzetti
Nel 1934 Pedrotti scrisse su Carlo Giuseppe Bronzetti: "Odiatore di ogni tiranide per quanto amante della vita militare"
Nel 1995-96 una tesi di laurea ebbe come tema la vita di Carlo Giuseppe Bronzetti. Nel 1999 fu pubblicato il libro di Alessandro Marra e nel 2003 il libro di Antonio Scaglia.
A Roveré della Luna, il suo paese natale, Bronzetti è onorato con grande rispetto.
Nel 2000 a Roveré della Luna, a Casa Bronzetti dove Carlo Giuseppe nacque, il Comune ha allestito un museo dove sono conservati i documenti dei «Fratelli Bronzetti», i figli del fratello Domenico, maggiore di due anni (*Roveré, 24 febbraio 1786; †Genova, 8 marzo 1876). Al piano superiore si trovano alcuni alloggi sociali.
Il 27 giugno del 2014, nel 226º anniversario della nascita di Carlo Giuseppe, il Comune di Roveré della Luna ha inaugurato una targa commemorativa posta sulla casa natia. La cerimonia di scopertura della targa è stata fatta dal trisnipote di Carlo Giuseppe, Heinrich Jaeger di Monaco.
Tra Roveré della Luna, la patria di origine di Bronzetti, e Bamberga, la città della sua prima guarnigione militare bavarese, vi sono rapporti costanti.
Altri incontri hanno avuto luogo negli anni 2014 e 2016. In occasione della corsa podistica dedicata al Patrimonio Culturale Mondiale rappresentato da Bamberga, il 30 aprile 2017 un gruppo di 30 persone di Roveré della Luna, tra i quali anche i discendenti di Carlo Giuseppe Bronzetti, hanno visitato Bamberga, accolti dal Sindaco Maggiore.
Bronzetti ottenne numerose commemorazioni e onoranze:
Mario Tomasini, già sindaco di Roveré della Luna, nel sottolineare il forte legame di Bronzetti con la sua terra di origine, lo definì un «cittadino di una terra di confine».
Antonio Scaglia lo definisce così:
«Il maggiore dell´esercito reale bavarese, fedele agli ordini del sovrano, accosta alla sua fedeltà di militare gli ideali di una politica liberale, di un liberalismo che considera la libertà di un popolo. L´indipendenza e l´autodeterminazione, qualcosa di inalienabile, come pure la parola data tra sovrani».
Antonio Scaglia confronta Carlo Giuseppe Bronzetti con i suoi nipoti Narciso e Pilade: «Uomo d´arme e, allo stesso tempo, uomo il cui ideale è la libertà della quale ogni popolo ha il sacro diritto di godere. In questo, i Bronzetti in armi: Carl Josef, Narciso e Pilade condividono lo stesso atteggiamento. Pervade Carl Josef l´ideale che cresce nelle nazioni d´Europa, un ideale di libertà. Nonostante l´attaccamento al proprio sovrano, il rispetto dovuto alle libertà cui ogni popolo ha diritto è il primo germe della democrazia».
In un riconoscimento postumo, apparso sul «Pfälzer Kurier», precursore del «Landauer Anzeiger», Bronzetti è descritto come «un soldato che all’inizio del nostro secolo ha combattuto con onore in guerra e in pace. Con instancabile zelo ha operato fino ai suoi ultimi giorni in un modo che seppe unire da un lato un senso del dovere attento alle condizioni del Palatinato verso la patria bavarese e dall’altro un atteggiamento parimenti umano e giusto nei confronti della cittadinanza». Inoltre, continua il necrologio, «Benché per discendenza e lingua egli non fosse non originariamente strettamente appartenente alla nostra patria Baviera, si fregiava delle migliori virtù di questa terra, schiettezza, franchezza, onestà, fedeltà e amorevole legame verso sovrano e paese».

## Curiosità
Pfälzer Kurier
Il Pfälzer Kurier, dove appariva il riconoscimento postumo su Carlo Giuseppe, era il giornale fondato nel 1849 e edito da Lukas Jaeger, medico ed editore a Annweiler e deputato nel parlamento di Baviera dal 1849 a 1858. Suo figlio Richard Jaeger si sposò nel 1875 con la nipote di Carlo Giuseppe, Dora Bronzetti. Non si sa se in questo periodo le due famiglie si conoscevano di persona.
Graf Theodor Fugger von Glött
Il sottotenente nel reggimento di Bronzetti, Graf Theodor Fugger von Glött, disertò della piazzaforte di Landau nel 1849. Fu giustiziato il 11 marzo 1850.
Nell´asse ereditario di Bronzetti si trovano l'elogio funerale del prete Roth della città di Landau e l'ordine del giorno del generale tenente Taxis con la pubblicazione della sentenza di condanna a morte.